# Idaea atrata
Idaea atrata là một loài bướm đêm trong họ Geometridae.